# پارک ملی ازوف-سایوش
پارک ملی ازوف-سایوش (به لاتین: Azov-Syvash National Nature Park) یک پارک ملی در اوکراین است که در استان خرسون واقع شده‌است.